# 소원정
소원정은 대한민국 경상북도 의성군 의성읍 팔성리 7-3에 있는 정자 건축물이다. 2013년 5월 28일 의성군의 문화유산 제16호로 지정되었다.

## 개요
소원정(遡源亭)은 이조숙종(李朝 肅宗) 때 건립하였으나 그 후 관가에 빼겼으며 이때는 기양정(岐陽亭)이라고 하였다 하며 그 후 임란때 소실되었으며 1913년경 중건 1975년 출천대교(出天大敎) 해주오씨(海州吳氏) 선조 영간송(英干松)을 위하여 세운 정자라 한다.